# Daniel Castro
Daniel Alejandro Castro (né le 14 novembre 1992 à Guaymas, Sonora, Mexique) est un joueur de deuxième but et d'arrêt-court de la Ligue majeure de baseball.

## Carrière
Daniel Castro signe son premier contrat professionnel en 2009 avec les Braves d'Atlanta. Il évolue en 2010 et 2011 avec le club affilié des Braves dans la Ligue d'été de République dominicaine avant de retourner dans son Mexique natal où il évolue une saison et demie pour les Saraperos de Saltillo de la Ligue mexicaine de baseball. Il joue aussi l'hiver en Ligue mexicaine du Pacifique, avec les Mayos de Navojoa en 2012 et les Yaquis de Obregón de 2012 à 2014. Revenu dans le réseau de clubs affiliés des Braves d'Atlanta en 2013, il gradue au niveau Double-A des ligues mineures en 2014, puis au niveau Triple-A en cours de saison 2015.
Castro fait ses débuts dans le baseball majeur avec Atlanta le 17 juin 2015 et, amené dans le match comme frappeur suppléant contre les Red Sox de Boston, réussit son premier coup sûr, aux dépens du lanceur Junichi Tazawa.